# Alessandro Allori
Pour les articles homonymes, voir Famille Allori.

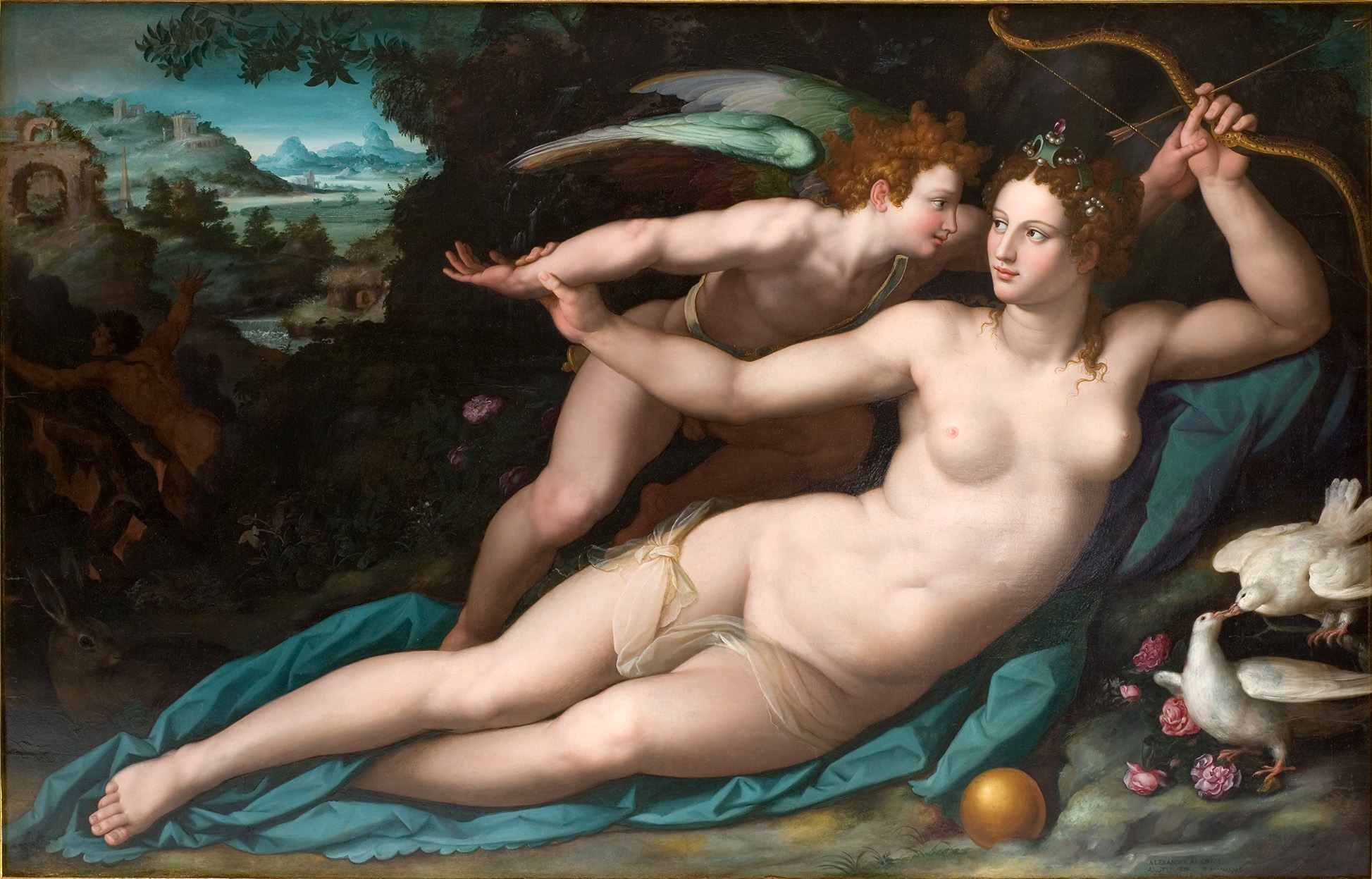
Vénus et Cupidon (Musée Fabre de Montpellier).

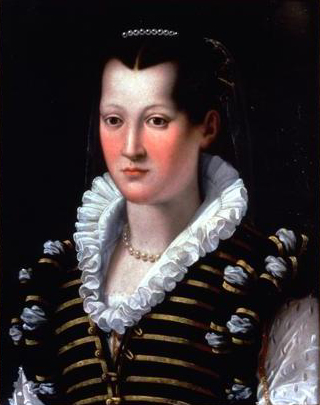
Portrait d'Isabelle de Médicis, musée des Offices.

Alessandro Allori ou Alexandre Allori  (Florence, 31 mai 1535 - 22 septembre 1607), élève et fils adoptif du Bronzino, est un peintre florentin de la fin du maniérisme.

## Biographie
En 1540, après la mort de son père, Alessandro Allori est élevé et formé à l'art par un ami proche, souvent désigné comme son « oncle », le peintre maniériste Bronzino, dont il prend parfois le nom dans ses tableaux. Il complète cette formation par un voyage d'études à Rome entre 1554 et 1560, où il étudie les œuvres de Melozzo da Forlì, de Raphaël et de Michel-Ange, et par des recherches anatomiques qui incluent la dissection de cadavres humains, dispensées par l'hôpital Santa Maria Nuova.
Il travaille principalement à Florence où il est spécialise des grands décors éphémères, comme ceux réalisés lors des funérailles de Michel-Ange en 1564. Au sommet de sa carrière, il dirige l'un des « deux ateliers les plus importants de Florence dans la seconde moitié du XVIe siècle » (l'autre étant dirigé par Santi di Tito . Il est premier consul de l'Académie du dessin de Florence en 1573 et est nommé en 1581, chef de l'Arazzeria Medicea, l'atelier de tapisserie d'État de la ville,  pour lequel il réalise plusieurs cartons. 
Il travaille également sous la direction de Giorgio Vasari, parmi l'équipe d'artistes qui décore le studiolo de François Ier au Palazzo Vecchio. Il contribue à deux panneaux peints, représentant un Banquet de Cléopâtre et un paysage avec des personnages plongeant à la recherche de perles.
Il réalise des fresques pour le Grand Cloître de la basilique Santa Maria Novella et une copie du Jugement dernier de Michel-Ange à la basilique de la Santissima Annunziata. Vers 1580, il décore la chapelle du palais Portinari-Salviati.
Giovanni Maria Butteri figure parmi ses collaborateurs ; son principal élève est Giovanni Bizzelli. Cristofano dell'Altissimo, Cesare Dandini, Aurelio Lomi, John Mosnier, Alessandro Pieroni, Giovan Battista Vanni et Monanni sont ses élèves. Il est le père du peintre Cristofano Allori (1577-1621).
À certains égards, Allori est le dernier de la lignée d'éminents peintres florentins : Andrea del Sarto a collaboré avec Fra Bartolomeo (ainsi que Léonard de Vinci), Pontormo a brièvement été l'élève d'Andrea et a formé Bronzino, qui lui-même a formé Allori. Les générations suivantes sont fortement influencées par la vague baroque qui domine dans d'autres parties de l'Italie.

## Postérité
SJ Freedberg le raille, affirmant qu'il illustre « l'idéal de la Maniera par lequel l'art (et le style) sont générés à partir d'art préexistant ». L’aspect froid et poli de ses personnages les fait ressembler autant à des statues qu’à des êtres vivants. L'historienne de l'art Simona Lecchini Giovannoni est plus positive, remarquant qu'Allori donne vie et immédiateté à ses peintures à travers ses représentations minutieuses et réalistes de motifs végétaux (en particulier de fleurs), d'articles ménagers et de textiles de toutes sortes ; les « personnages grandioses et introvertis » peuvent ainsi « s'approcher du spectateur, non par le dialogue et le sentiment, mais à travers la preuve tangible des objets et des détails ».

## Principales œuvres
Tableaux
- Marie de Médicis (1540-1557)  ou Éléonore de Tolède (1553–1576) (v. 1555), huile sur peuplier, 114 × 89 cm, Kunsthistorisches Museum
- Portrait de jeune homme (vers 1550-1560), huile sur ardoise, 24 x 18,4 cm, Musée Fabre, Montpellier.
- Portrait de Dame (2e moitié de XVIe siècle), huile sur toile, 106 × 76 cm, Collection particulière
- Portrait de jeune homme, huile sur bois transférée sur toile, 117 × 87 cm, Musée de l'Ermitage, Saint-Pétersbourg
- Cosme Ier de Médicis en armure de cavalerie légère (1555-1560), huile sur bois, 105 × 81 cm, Musée de l'Argenterie, Palais Pitti, Florence[6]
- Cosme Ier de Médicis, Grand Duc de Toscane (1519-1574)[7] (1560), huile sur étain, 18 × 14 cm,  Kunsthistorisches Museum.
- Portrait de  François Ier de Médicis[8] (v. 1560), huile sur toile, 98 × 79 cm, Château du Wawel, Cracovie
- Portrait de François Ier de Médicis, Grand-duc de Toscane[9] (v. 1560), huile sur panneau, 77 × 82 cm, Art Institute of Chicago
- François Ier de Médicis[10] (1560), peinture, 185 × 98 cm, Musée Mayer van den Bergh, Anvers
- Jeanne d'Autriche (1570), peinture, Musée de l'Argenterie, Palais Pitti, Florence
- Portrait de femme (Éléonore de Tolède ?), huile sur bois transférée sur toile, 66 × 49 cm, Musée de l'Ermitage, Saint-Pétersbourg
- Portrait d'une jeune homme inconnu (fin du XVIe siècle), huile sur toile, 119 × 84 cm, Collection de la Fondation de la Banque Santander, Madrid

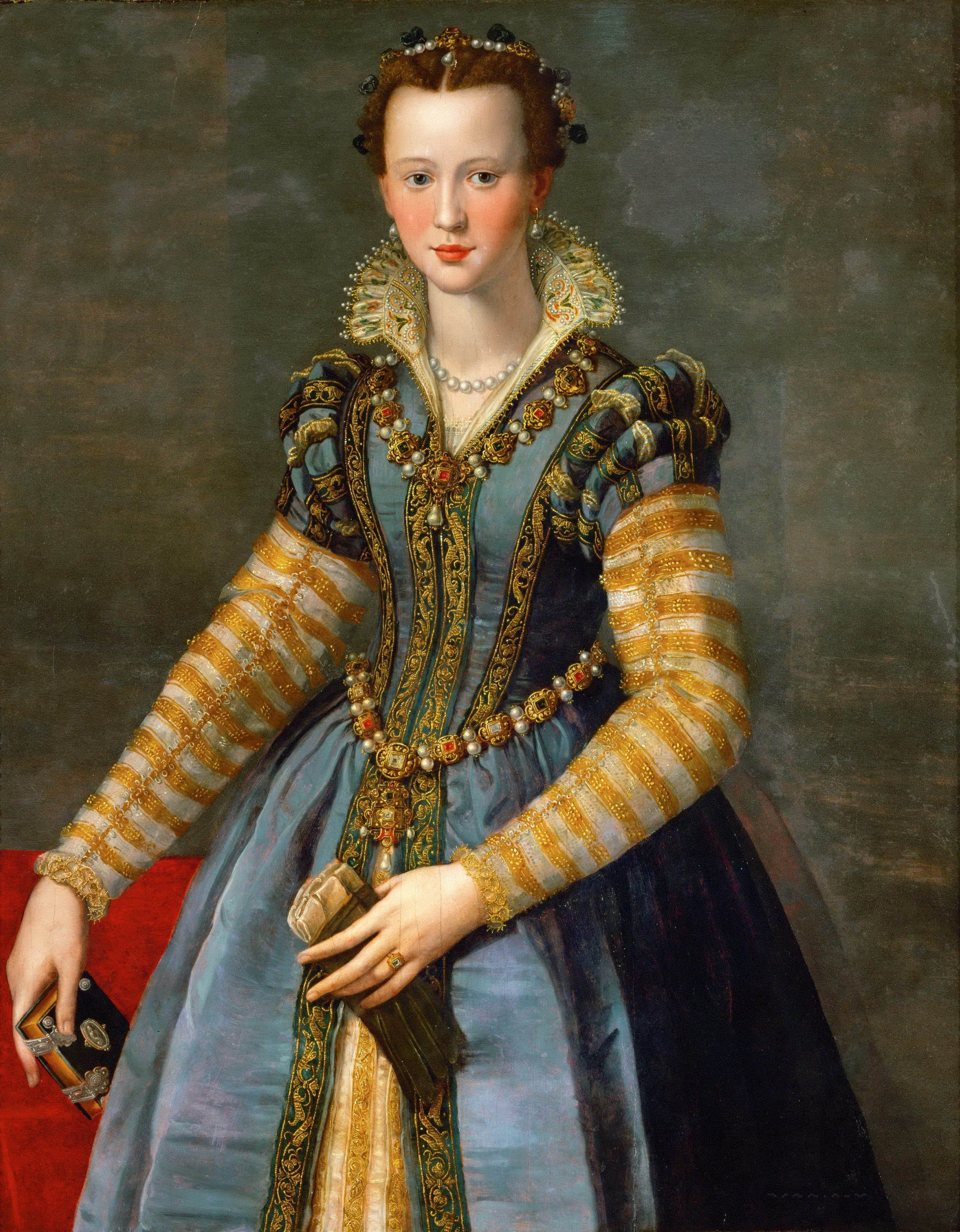
Marie de Médicis v. 1555, Vienne.
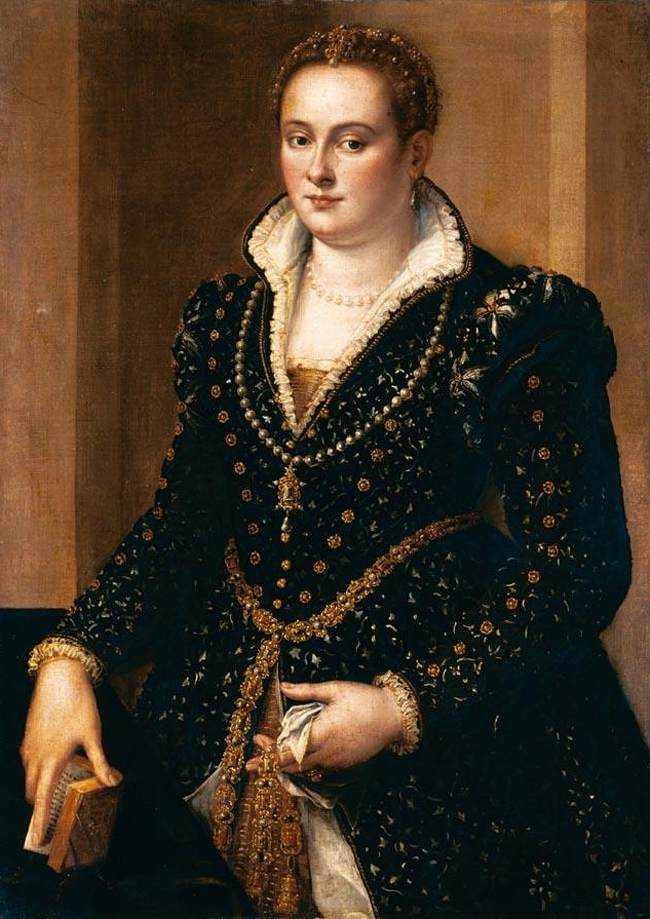
Portrait de dame Collection particulière.
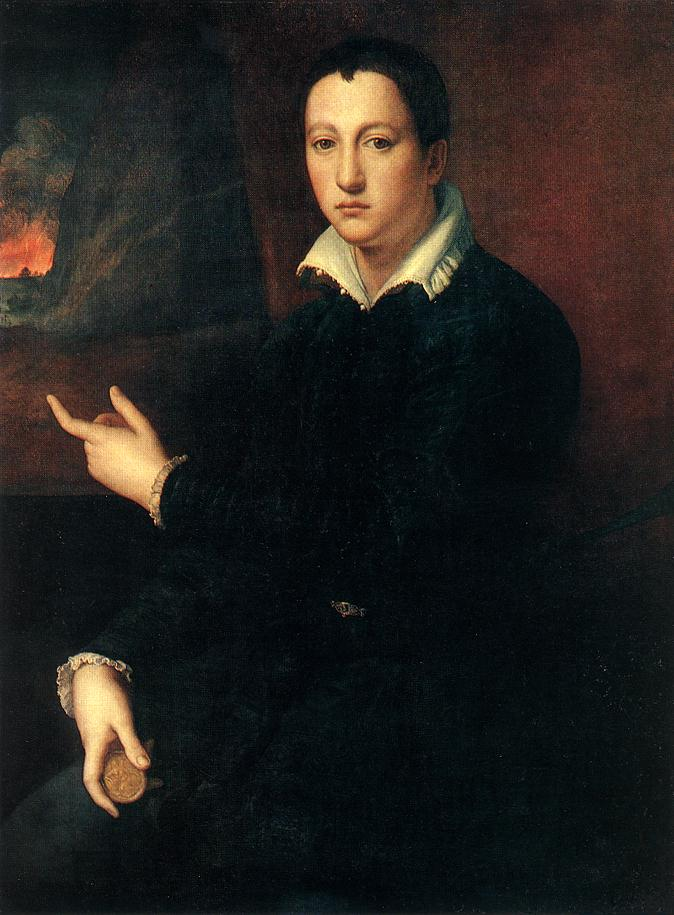
Jeune Homme Saint-Pétersbourg.
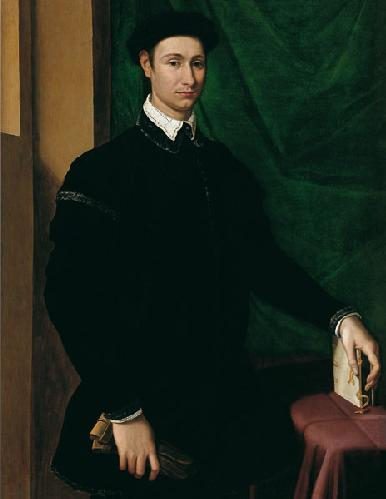
Jeune Inconnu, Banque Santander, Madrid.
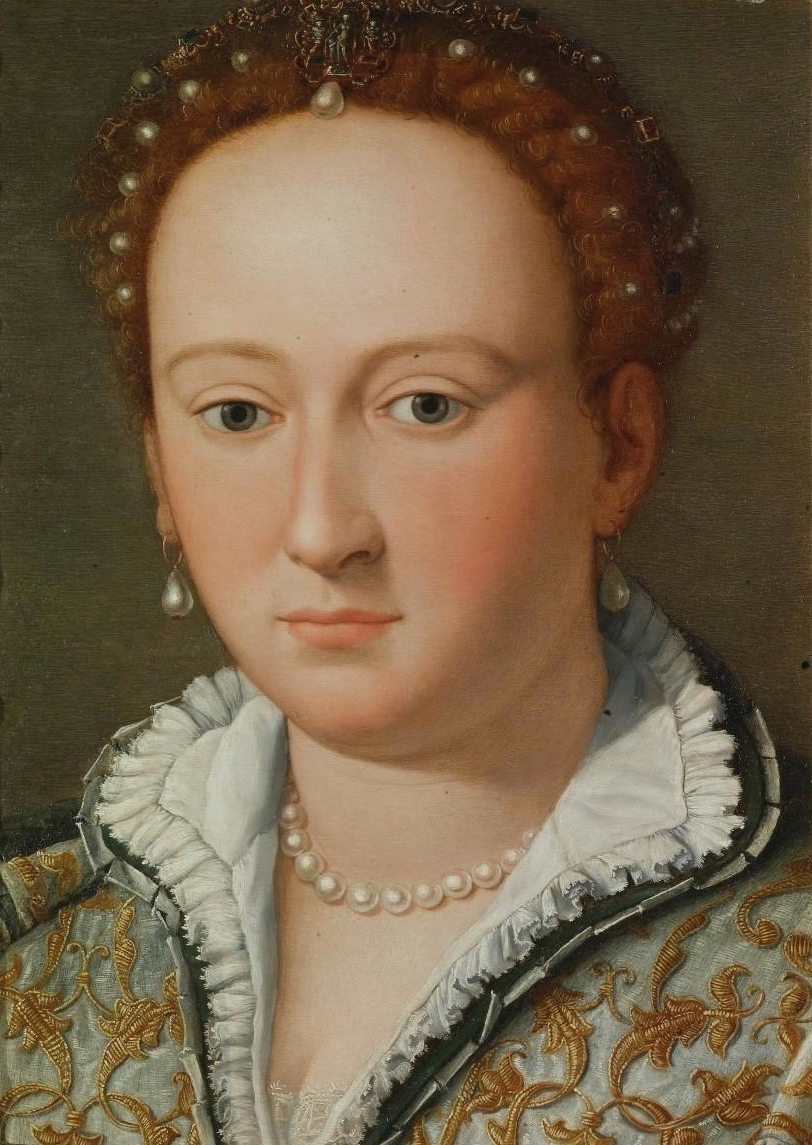
Bianca Cappello 1570-1590, Offices.

- Vénus désarmant Cupidon[11] (v. 1570), huile sur panneau, 138 × 226 cm, Musée d'art du comté de Los Angeles
- Vénus et Cupidon (ap. 1570), huile sur bois, 181 × 261 cm, Musée Fabre, Montpellier
- La Pêche des perles[12]  (1570-1572), huile sur ardoise, 116 × 86 cm, Studiolo de François Ier, Palazzo Vecchio, Florence
- Le Christ et la Samaritaine (1575), aquarelle, Santa Maria Novella, Florence
- Portrait de la Grande duchesse Bianca Capello de Medicis avec son fils[13], 1580-1614, Dallas Museum of Art
- Portrait de Bianca Capello, 1578-1587, 62.8 x 54 cm, Musée d'Art de Fuji, Tokyo
- Un ange montre à saint François d'Assise le Christ détaché de la croix (1583), Musée Condé, Chantilly
- Saint Jean Baptiste dans le désert (1586), huile sur cuivre, 34,5 x 26 cm, Musée Fabre, Montpellier
- Le Baptême du Christ (1591), huile sur bois, 165 × 97 cm, Galerie de l'Académie, Florence. Conçu pour une petite chapelle du Palais Pitti[14].
- Le Christ mort, oint par deux anges (v. 1593), huile sur cuivre, 45 × 39 cm, Musée des beaux-arts de Budapest
- Allégorie de l'Église chrétienne[15] (début XVIIe siècle), huile sur toile, 131 × 117 cm, Musée de l'Ermitage, Saint-Pétersbourg
- Le Prêche de saint Jean Baptiste[16] (1601-1603), huile sur cuivre, 39 × 47 cm, Palais Pitti, Florence
- La Sainte Famille[17] (1602), huile sur toile, 148 × 114 cm, Museu Nacional de Arte Antiga de Lisbonne
- Vierge à l'Enfant avec sainte Élisabeth (1603), Musée Condé, Chantilly
- L'Annonciation (1603), huile sur toile, 162 × 103 cm, Galerie de l'Académie, Florence. Destiné à la dévotion privée[14].
- La Montée au Calvaire (1604), Rome
- Christ avec Marie et Marthe (1605), huile sur bois de peuplier, 125 × 118 cm, Kunsthistorisches Museum.
- Au musée des Offices de Florence :
  -  Hercule couronné par les muses (1568), huile sur cuivre, 40 × 29 cm. Commandé par François de Médicis[14]
  - Allégorie de la vie humaine (1570-1590), huile sur cuivre, 37 × 27 cm
  - Portrait de Bianca Cappello (1570-1590), huile sur cuivre, 37 × 27 cm
  - Saint Pierre marchant sur l'eau (1590), huile sur cuivre, 47 × 40 cm
  - Portrait d'Isabelle de Médicis (1575-1599), huile sur panneau, 56 × 44 cm
  - Le Sacrifice d'Isaac[18] (1601), huile sur panneau, 94 × 131 cm
  - Pietà
  - Portrait de Ludovico Capponi
  - Vénus et Amour

Tableaux non datés
- Portrait de Pierre de Médicis, Musée d'Art de São Paulo
- Suzanne et les Vieillards, huile sur toile, 202 × 117 cm, Musée Magnin, Dijon
- Les Miracles de saint Fiacre, huile sur toile, vers 1596, église Santo Spirito, Florence

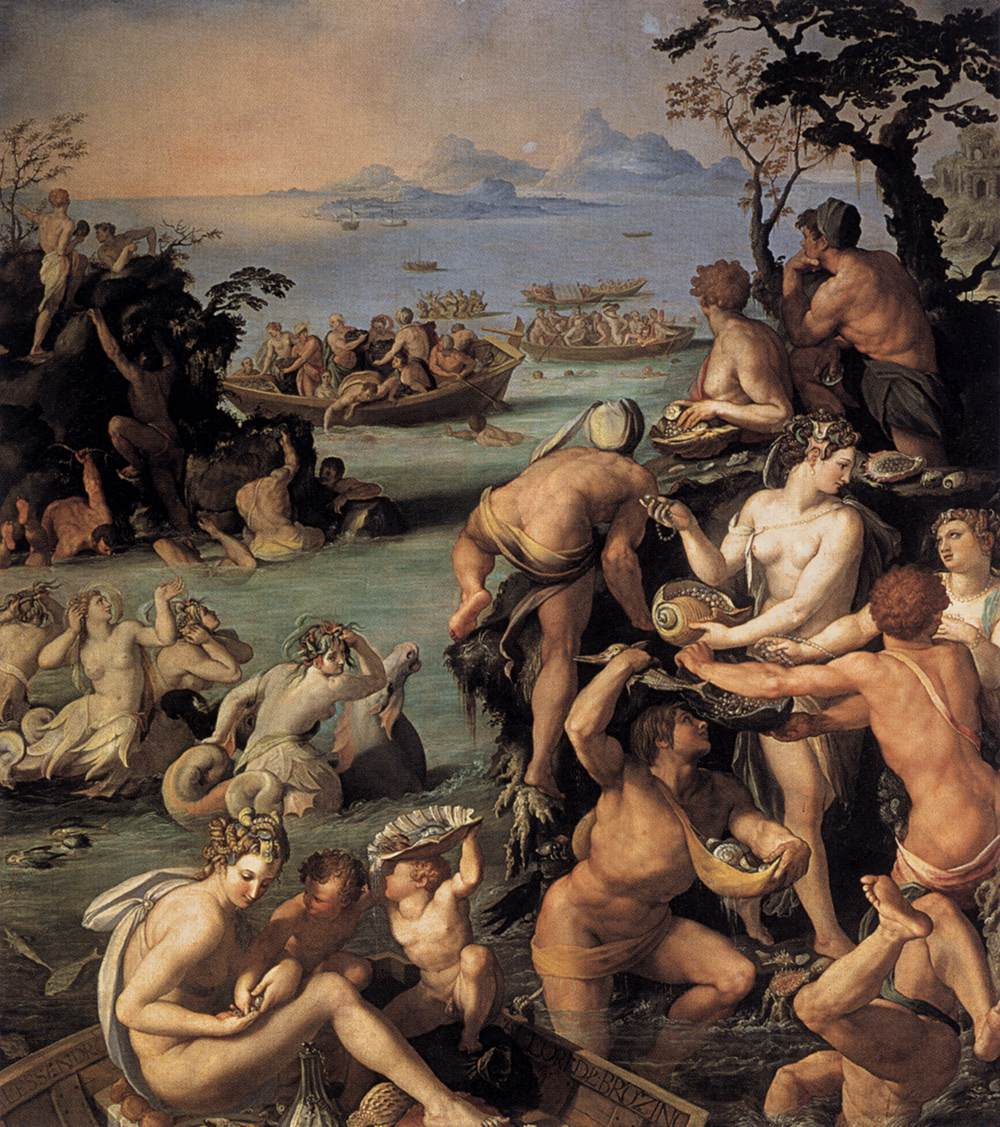
Pêche des perles 1570-1572, Palazzo Vecchio.
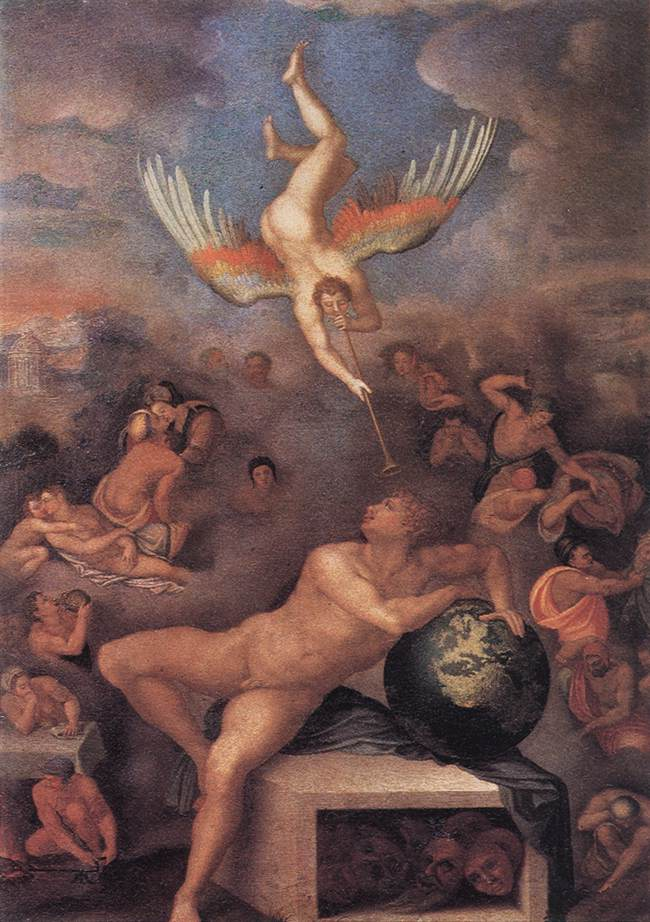
Allégorie de la vie humaine 1570-1590, Offices.
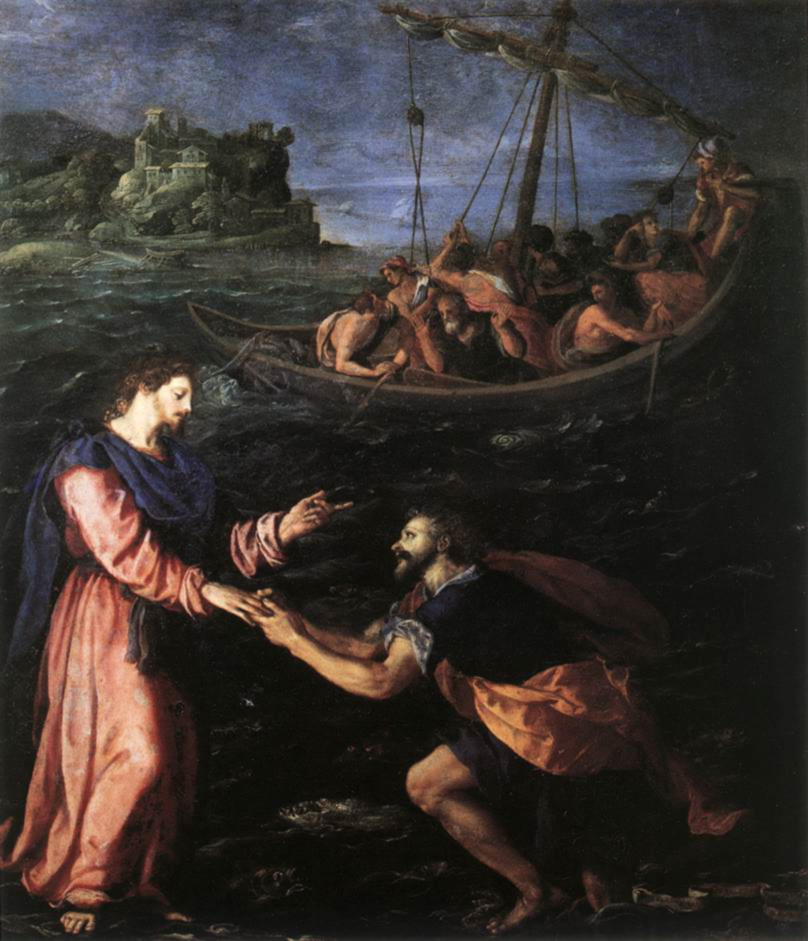
St Pierre marchant sur l'eau 1590, Offices.
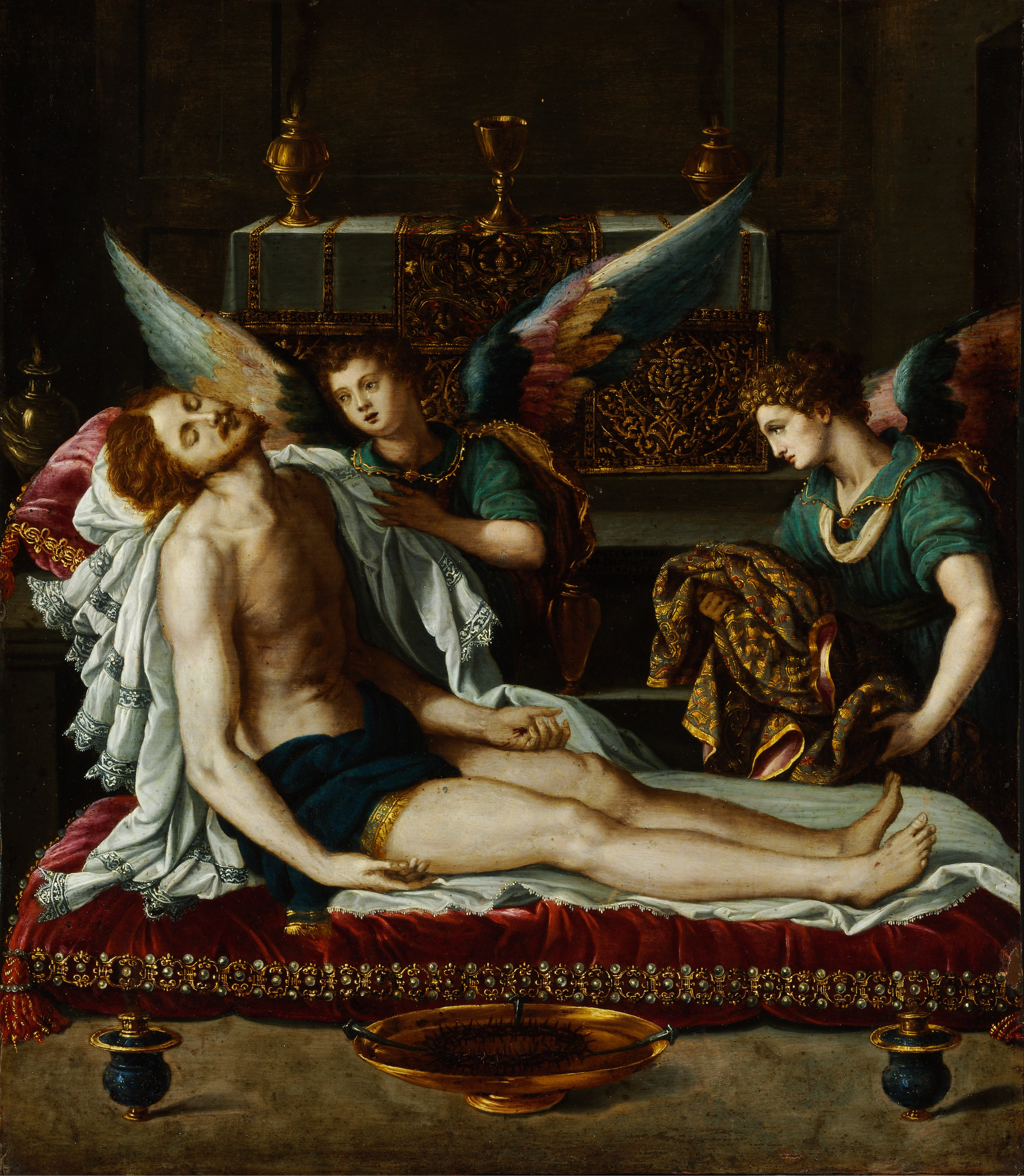
Christ mort et les anges 1593, Budapest.
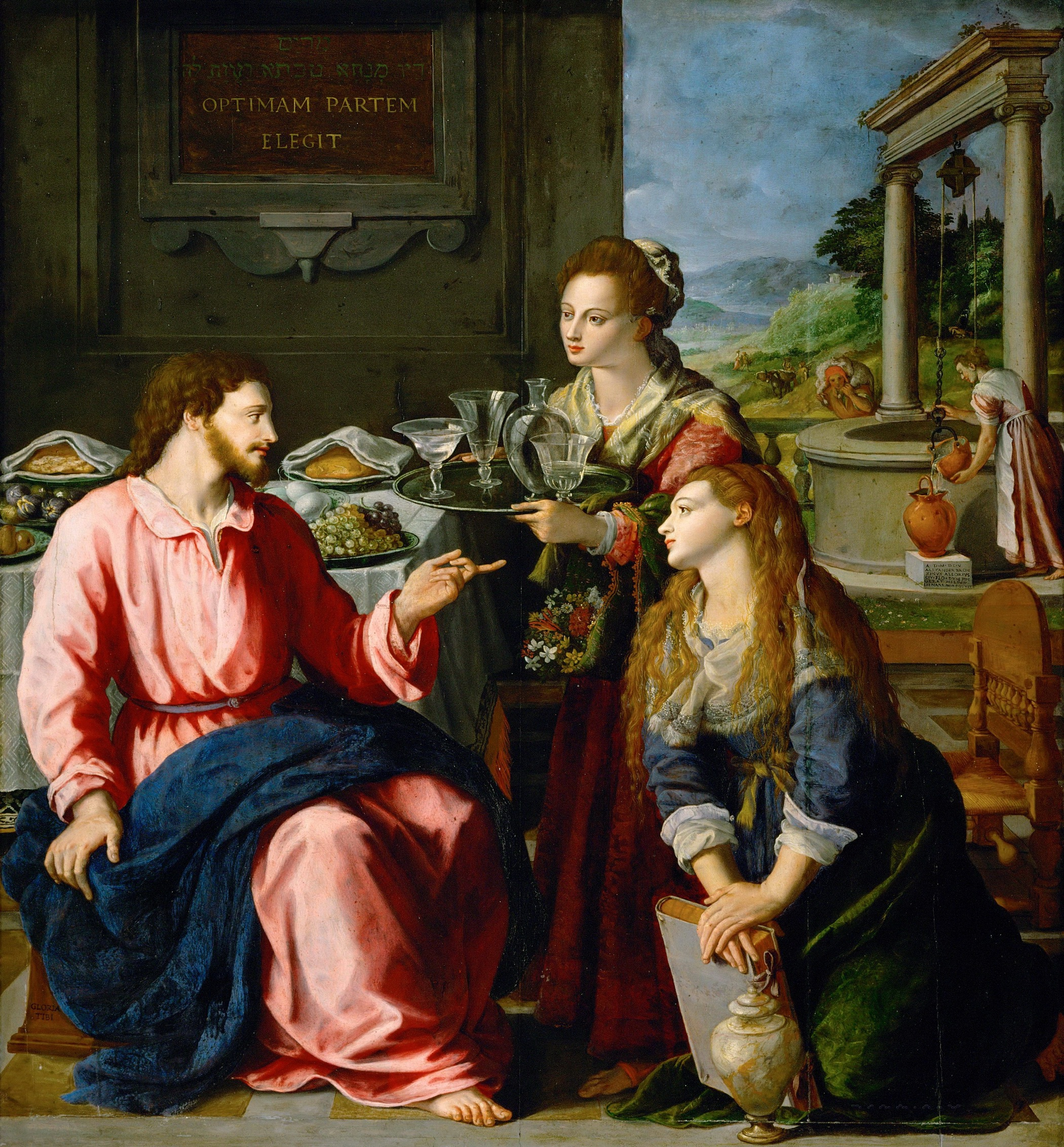
Christ, Marthe et Marie 1605, Vienne.
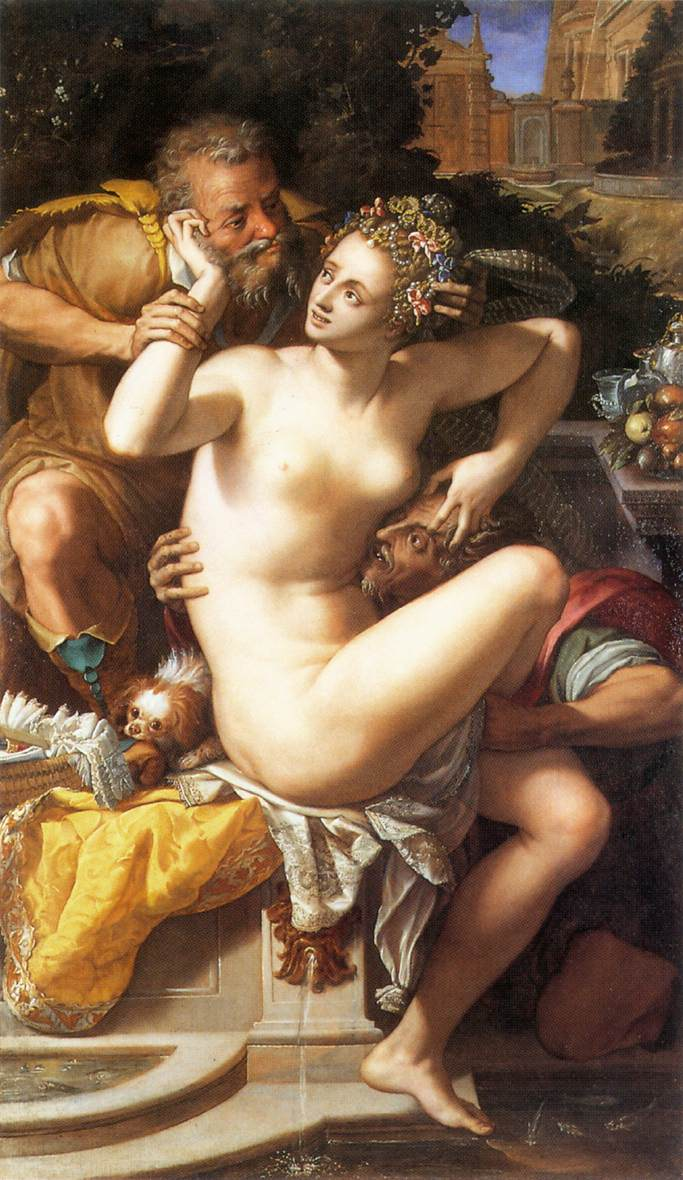
Suzanne et les vieillards Dijon.
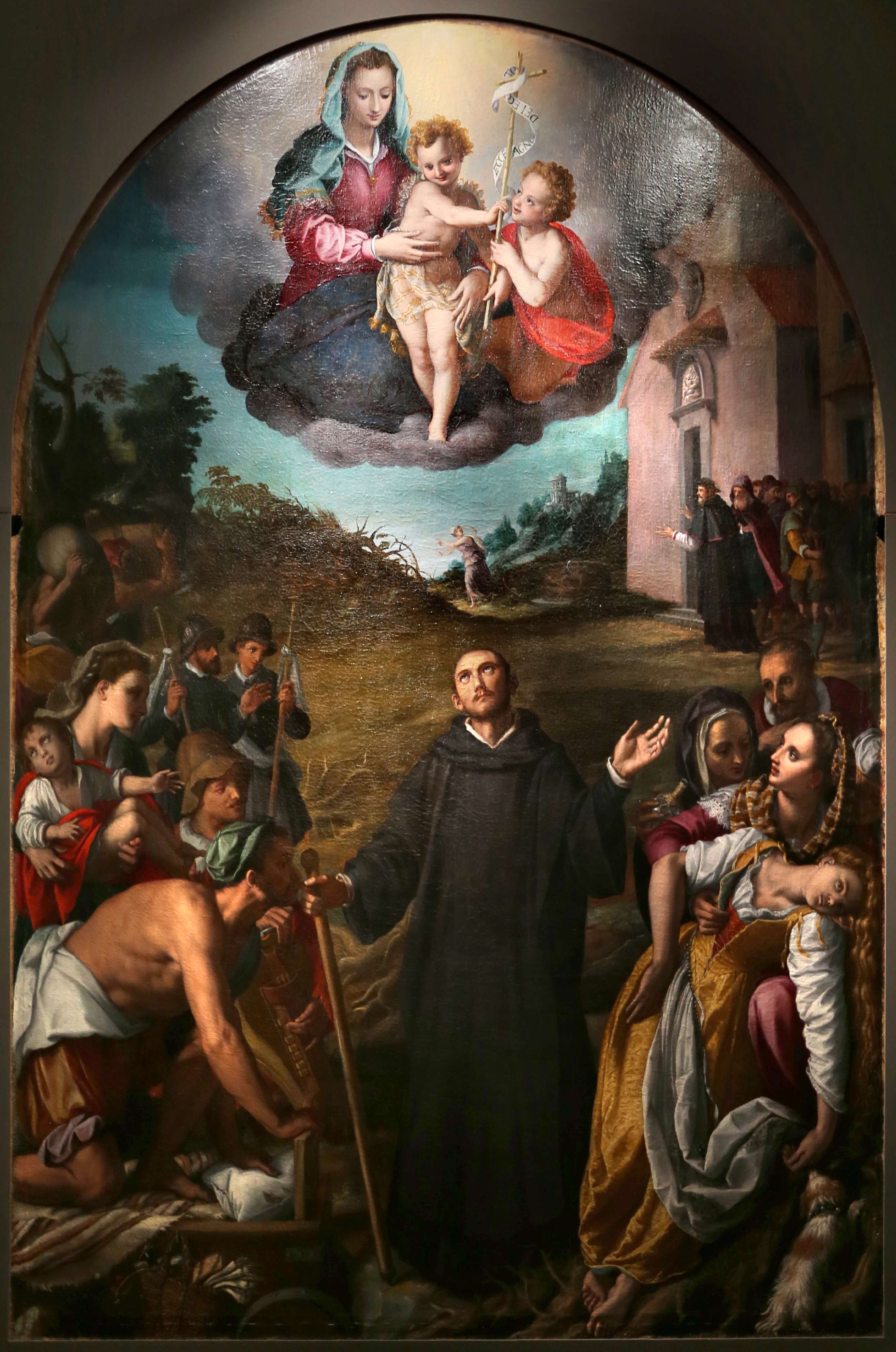
Les Miracles de saint Fiacre Florence..

Fresques
- À Florence :
  - Chiesa della SS. Annunziata :
    - Jésus et les Docteurs[19] ;
    - La Chasse des marchands du temple (1560),

  - Santa Maria Novella :
    - chapelle Gaddi, Histoire de saint Jérôme et La Vertu (v.1578) ;
    - tympan du grand cloître : Transport du Corps du Christ (v. 1587) ;
    - décoration du réfectoire, La Dernière Cène

  - Palais Portinari-Salviati :
    - Histoire de Madeleine ;
    - Déposition ;
    - Des saints (1580) ;
    - Grotesque ;
    - Batracomiomachia ;
    - Scène de l'Odyssée (1581–1582).

  - Musée des Offices : Grotesque (1581),
  - Église Santa Maria del Carmine : La Cène (1582),
  - Palais Pitti : Décoration
  - Couvent San Marco : Histoire de saint Antoine (1588),
- Tavarnelle Val di Pesa Badia di Passignano : Histoire de saint Jean Gualbert (1580)
- Poggio a Caiano, Villa médicéenne de Poggio a Caiano : Allégorie, Grotesque (1579-1582)

### Dessins
- Étude de Kairos d'après Francesco Salviati[20], pierre noire et estompe, H. 0,190 ; L. 0,262 m. Beaux-Arts de Paris. Étude réalisée d'après la figure de Kairos de Salviati, peinte à fresque à l'extrême gauche de la paroi occidentale de la Salle des Audiences du Palazzo Vecchio (1543-1545)[21].

### Autres
- Carton de tapisserie (spalliera) avec Amours de Jupiter et grotesques, huile sur panneau, Musée du Bargello, Florence.

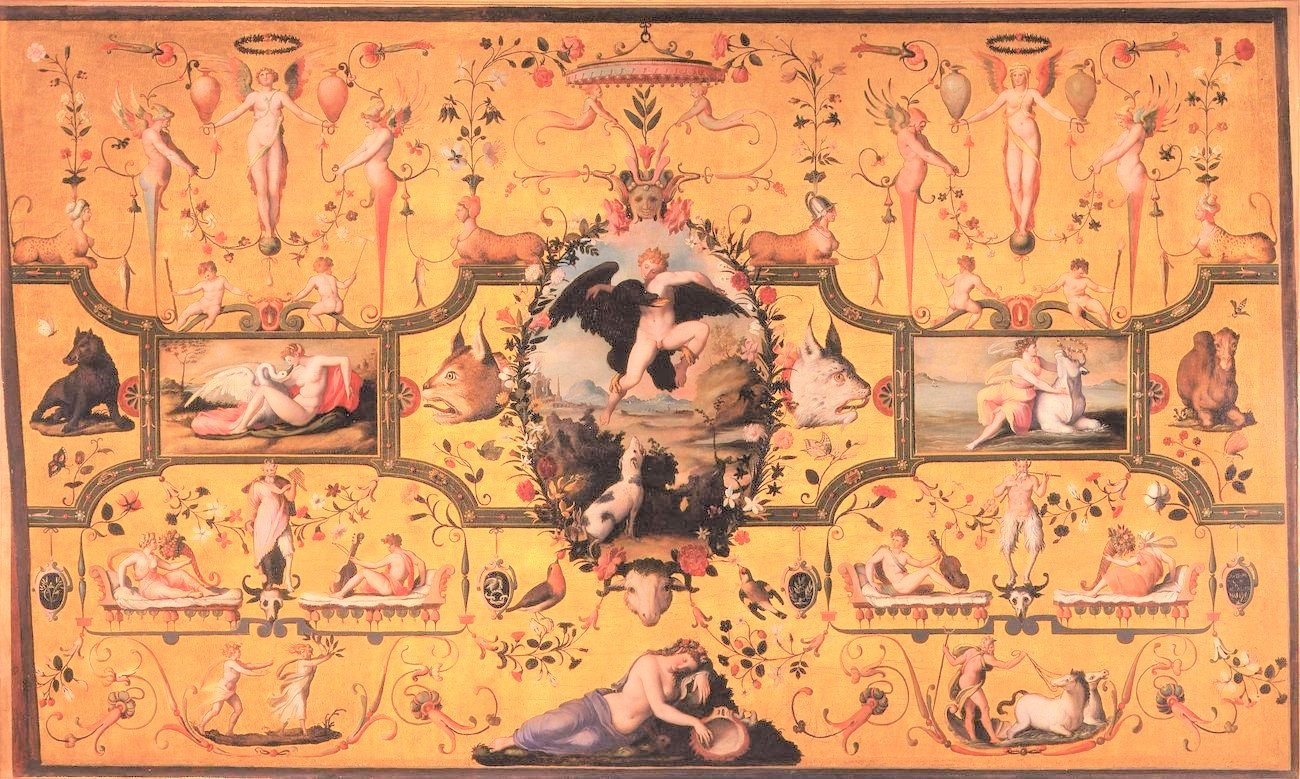
Amours de Jupiter et grotesques d'Alessandro Allori, 1472. Musée du Bargello, Florence.